# Die blaue Maus, 2. Teil
Die blaue Maus, 2. Teil ist eine deutsche Filmkomödie von 1913 von Max Mack mit Madge Lessing in der Hauptrolle. Der Film ist eine Fortsetzung des großen Kassenerfolgs Die blaue Maus (1913).

## Handlung
Notar Brummer aus dem verschlafenen Örtchen Tuchel hatte im ersten Teil der Geschichte im Rahmen einer Geschäftsreise nach Berlin die lebensfrohe Fritzi Lustig, Bühnenname „Die blaue Maus“, in einem Unterhaltungsetablissement kennen und lieben gelernt. Nun haben sich die beide aus den Augen verloren. Der Zufall sowie die Mithilfe einer geldgierigen Mieterin als auch die von Brummers nachsichtiger Gattin Clara führen die beiden wieder zusammen – ausgerechnet im provinziellen Tuchel, wo sie als kesse Tochter des Hauses bei den Brummers eingeführt wird! 
Es versteht sich von selbst, dass die quirlige Fritzi mit ihren hiesigen Aktionen nicht nur die Familie, sondern bald auch den ganzen Ort (sei es in der Küche, als Nachtwächterin oder im Schwimmbad) kräftig durcheinanderwirbelt. So mischt sie beispielsweise den spießigen Jungfrauenbund des Ortes auf, in dem sie als Maid im weißen Unschuldkleidchen mit einem Lilienstengel als Emblem den Jungfern Tuchels in höchst „sündiger“ Weise einen zum damaligen Zeitpunkt (1913) als gewagt empfundenen Tango vortanzt und dadurch Sitte und Moral Tuchels zu gefährden droht. „Da häuft sch Situation auf Situation, Witz auf Witz und eine Jagd auf Tollheiten, die zum Entzücken lustig sind, aber auch dem Reiz der Pikanterie nicht aus dem Wege gehen“.

## Produktionsleitung
Gedreht unmittelbar im Anschluss an den ersten Teil mit demselben Team vor und hinter der Kamera, wurde „Die blaue Maus, 2. Teil“ erstmals am 26. November 1913 in Berlins Marmorhaus gezeigt. Der Vierakter besaß eine Länge von ursprünglich 1692 Meter, eine kürzere Fassung war 1113 Meter lang. Eine Wiederaufführung nach dem Krieg erfolgte am 4. April 1919 in Berlins Tauentzienpalast.
Die Produktionsleitung übernahm Hermann Fellner, Hermann Warm entwarf die Filmbauten.

## Kritiken
Die Kinematographische Rundschau schrieb, der Geschichte fehle es nicht „an urkomischen Situationen und Einfällen, die den Schwank wieder vorzüglich gestalten. (…) Madge Lessing und Paulmüller haben herausgeholt, was nur herauszuholen ist und die vier Akte zum Allerlustigsten dieser Sorte gemacht. (…) Wenn man sich durch den zweiten Teil der blauen Maus durchgelacht hat, bedauert man, daß es keinen dritten gibt“.
Das Grazer Volksblatt stieß in dasselbe Horn. Hier heißt es: „Madge Lessing entfaltet einen Humor, der auch den größten Griesgram lachen machen muß“.
Für das Illustrirte Wiener Extrablatt war das Lustspiel kurz „der beste diesjährige Filmschwank“.